# Coussarea linearis
Coussarea linearis är en måreväxtart som beskrevs av Charlotte M. Taylor. Coussarea linearis ingår i släktet Coussarea och familjen måreväxter. Inga underarter finns listade i Catalogue of Life.